# Корпорация «Заговор»
«Корпорация „Заговор“» (англ. Inside Job) — американский анимационный телесериал для взрослой аудитории, созданный Сион Такэути для потокового сервиса Netflix. Алекс Хирш, создатель мультсериала «Гравити Фолз», выступает в качестве исполнительного продюсера вместе с Сион Такэути.
Премьера первой части  первого сезона сериала состоялась 22 октября 2021 года, а второй 18 ноября 2022 года. 8 января 2023 Сион Такэути объявила о закрытии сериала. Информация была подтверждена представителями Netflix.

## Сюжет
Действие происходит в американской организации Cognito Inc., принадлежащей Теневому правительству, где сотрудники скрывают от любопытных глаз теории заговора, являющиеся правдой. Сериал рассказывает о девушке-инженере и её коллеге, которые пытаются скрыть все тайны мира, работая в одном месте с рептилоидами-оборотнями, мутантами и грибами-экстрасенсами.

## В ролях

### Основной состав
- Лиззи Каплан[8] — Рейган Ридли, стеснительная девушка-инженер, холерик, сотрудница Cognito Inc., которая верит, что общество может стать лучше, командует своими безответственными коллегами и пытается добиться признания. Такэути описывает Рейган как лидера, который хочет «сделать мир лучше».
- Кристиан Слейтер — Рэнд Ридли, отец Рейган, бывший президент Cognito, который был уволен после того, как приблизился к разгадке тайны Теневого правительства, и теперь желает мести. Живёт со своей дочерью.
- Кларк Дьюк — Бретт Хэнд, сангвиник, внешне харизматичный и уверенный в себе парень, который жаждет любви и похвалы от всех.
- Тиша Кэмпбелл — Джиджи Томпсон, сотрудница по связям с общественностью, главная по манипуляциям СМИ и подсознательными сообщениями, королева сплетен.
- Джон Ди Маджо — Гленн Дельфман, гибрид человека и дельфина, суперсолдат, заведующий вооружением и арсеналом Cognito.
- Бобби Ли — доктор Андре Ли, свободолюбивый химик, экспериментирующий с деформирующими разум наркотиками.
- Бретт Гельман — Супер Майк, галюциногенный гриб-экстрасенс, обладающий способностью к чтению чужих мыслей.
- Эндрю Дэйли — Джей-Ар Шаймпо, действующий глава Cognito, хитрый собеседник, говорящий на своём языке без сомнительных затруднений.
- Крис Диамантопулос — РОБОТУС, робот, созданный по образу и подобию действующего президента США.
- Адам Скотт — Рон Штёдлер (сезон 1, часть 2), член Иллюминатов.

### Второстепенный состав
- Сьюзи Накамура — Тамико Ридли, мать Рейган и бывшая жена Рэнда.
- Алекс Хирш — «Грэсси» Ноэль Аткинсон, наёмный убийца Cognito, ответственный за убийство Кеннеди.
- Рон Фанчес — мистер Мосмен, глава отдела кадров.
- Шери Отери — Дупли-Кейт, глава департамента клонирования в Cognito.
- Джош Роберт Томпсон — агент Рейф Мастерс, британский специальный агент, персонаж, копирующий Джеймса Бонда.

### Приглашённые звёзды
- Уильям Джексон Харпер — Брайан Джейкобсен.
- Кевин Майкл Ричардсон
- Ана Гастейер
- Грей Гриффин — Тейлор Свифт.
- Эрик Бауза — 6 персонажей (в 7 эпизодах)
- Гэри Коул
- Дариус Джонсон
- Лорен Лэпкус — Дини.
- Кейт Микуччи — Чарли.
- Дрю Тарвер
- Джеймс Адомиан
- Николь Салливан — Гвинет Пэлтроу.
- Закари Куинто — доктор Скаллфингер, главный враг Рейфа Мастерса.
- Генри Уинклер — Мелвин Ступовиц, актёр, играющий роль Базза Олдрина, пока реальный Базз скрывается на Луне.
- Дебра Уилсон — Опра Уинфри.
- Макс Миттелман
- Фред Таташор — Лягушка.
- Уилл Блэгроув — Jay-Z и кризисный актёр

## Эпизоды
| Часть 1 |                                                                                      |                                 |                                                                                       |                      |
| 1 | «Беспрезидентная ситуация» «Unpresidented»                                           | Пит Мичелс и Виталий Строкоус   | Сион Такэути                                                                          | 22 октября 2021 года |
| Рейган готовится заменить президента на робота, но узнаёт, что давно заслуженному повышению угрожает бестолковый, но приятный новый коллега.                               |                                                                                      |                                 |                                                                                       |                      |
| 2 | «Кто убил Клоннеди?» «Clone Gunman»                                                  | Пит Мичелс и Майк Холлингсворт  | Чейз Митчелл                                                                          | 22 октября 2021 года |
| Ошибка дорого обходится Cognito Inc., и компания сокращает бюджет. Джей-Ар приказывает Рейган и Бретту решить, кого из коллег нужно уволить.                               |                                                                                      |                                 |                                                                                       |                      |
| 3 | «Голубая кровь» «Blue Bloods»                                                        | Виталий Строкоус                | Алекс Хирш и Аарон Бёрнетт                                                            | 22 октября 2021 года |
| После PR-катастрофы, связанной с людьми-ящерицами, команда должна принять меры по устранению последствий на роскошном Рептирауте — и к ужасу Рейган, объятия обязательны.  |                                                                                      |                                 |                                                                                       |                      |
| 4 | «Из секс-машины» «Sex Machina»                                                       | Дэвид Окс                       | Адам Ледрер и Бёрк Скарфилд                                                           | 22 октября 2021 года |
| Cognito Inc. покупает приложение для свиданий. Рейган на спор решает найти себе парня и создаёт идеального мужчину-робота, чтобы попрактиковаться.                         |                                                                                      |                                 |                                                                                       |                      |
| 5 | «Назад в Бретт-ущее» «The Brettfast Club»                                            | Виталий Строкоус и Майк Бертино | Сюжет: Майк Доу и Девон Келли Телесценарий:Дэниел Кибблсмит                           | 22 октября 2021 года |
| Команда прибывает в городок, застрявший в 80-х, с ностальгической миссией. Бретт надеется от души повеселиться в прошлом.                                                  |                                                                                      |                                 |                                                                                       |                      |
| 6 | «Моя большая плоскоземельная свадьба» «My Big Flat Earth Wedding»                    | Дэвид Окс                       | Майк Доу и Девон Келли                                                                | 22 октября 2021 года |
| Рейган всеми силами стремится скрыть от отца, что мама выходит замуж. Джей-Ар поручает Бретту персональное задание помочь продать его суперъяхту.                          |                                                                                      |                                 |                                                                                       |                      |
| 7 | «Протокол Фантом» «Ghost Protocol»                                                   | Пит Мичелс и Майк Холлингсворт  | Чейз Митчелл                                                                          | 22 октября 2021 года |
| Рейган разрабатывает тщательно продуманный план избавления от галантного секретного агента из Великобритании: после ночи вдвоём он слишком к ней привязался.               |                                                                                      |                                 |                                                                                       |                      |
| 8 | «Уныние не предел!» «Buzzkill»                                                       | Виталий Строкоус                | Алиша Брофи и Скотт Майлз                                                             | 22 октября 2021 года |
| Рейган отчаянно рвётся на свободу, подальше от отца. Она добровольно отправляется на опасное задание на Луну, где ей предстоит установить контакт с колонией отступников.  |                                                                                      |                                 |                                                                                       |                      |
| 9 | «Охота на крота» «Mole Hunt»                                                         | Дэвид Окс                       | Адам Ледерер и Бёрк Скарфилд                                                          | 22 октября 2021 года |
| Cognito Inc. на пороге важных изменений. Но сперва Рейган и её команде нужно найти крота, пробившего брешь в системе безопасности, из-за чего компания на краю катастрофы. |                                                                                      |                                 |                                                                                       |                      |
| 10 | «Внутри Рейган» «Inside Reagan»                                                      | Молли Хелмс, Виталий Строкоус   | Алиша Брофи, Скотт Майлз и Сион Такэути                                               | 22 октября 2021 года |
| Чтобы найти забытый пароль и спасти Cognito Inc., Рейган глубоко погружается в свои воспоминания, и на поверхность всплывают моменты из её непростого детства.             |                                                                                      |                                 |                                                                                       |                      |
| Часть 2 |                                                                                      |                                 |                                                                                       |                      |
| 11 | «Увлечение Рейган» «How Reagan Got Her Grove Back»                                   | Дэвид Окс                       | Чейз Митчелл и Сион Такэути                                                           | 18 ноября 2022 года  |
| Рэнд снова возглавляет Cognito Inc., и Рейган жаждет мести. На встрече тайных сообществ в стиле Burning Man она воплощает свои планы и заводит новые отношения.            |                                                                                      |                                 |                                                                                       |                      |
| 12 | «Вау-ферату» «Whoas-Feratu»                                                          | Майк Бертино                    | Сюжет: Алиша Брофи, Майк Доу, Девон Келли и Скотт Майлз Телесценарий:Дэниел Кибблсмит | 18 ноября 2022 года  |
| Новый кавалер Тамико — голливудская звезда и кровопийца, но это не останавливает ревнивого Рэнда от попыток разрушить милую пару.                                          |                                                                                      |                                 |                                                                                       |                      |
| 13 | «Рейган и Майкшель на встрече выпускников» «Reagan & Mychelle's Hive School Reunion» | Молли Хелмс                     | Майк Доу и Девон Келли                                                                | 18 ноября 2022 года  |
| Команда Cognito подыгрывает большой лжи Супер Майка на встрече выпускников, пока он не заходит слишком далеко. Рэнд находит на своем столе неприятный «подарок».           |                                                                                      |                                 |                                                                                       |                      |
| 14 | «Мы нашли любовь в безбожном месте» «We Found Love in a Popeless Place»              | Дэвид Окс                       | Адам Ледерер и Бёрк Скарфилд                                                          | 18 ноября 2022 года  |
| Рейган отправляется в Италию, чтобы превратить нового прогрессивного папу римского в инфернального понтифика, а заодно провести романтический отпуск с другом.             |                                                                                      |                                 |                                                                                       |                      |
| 15 | «Телесеть Бретта» «Brettwork»                                                        | Ханна Чо и Виталий Строкоус     | Алиша Брофи и Скотт Майлз                                                             | 18 ноября 2022 года  |
| Бретт становится ведущим телепередачи правого толка и в миг набирает популярность. Рэнд пользуется ситуацией и делает из новой знаменитости свою политическую марионетку.  |                                                                                      |                                 |                                                                                       |                      |
| 16 | «Заронжение» «Rontagion»                                                             | Молли Хелмс                     | Майк Доу и Девон Келли                                                                | 18 ноября 2022 года  |
| Отношения Рейган и иллюмината вышли на новый уровень. Пришло время познакомить Рона с бандой Cognito Inc. и убедить его влиться в их компанию.                             |                                                                                      |                                 |                                                                                       |                      |
| 17 | «Проект «Перезагрузка»» «Project Reboot»                                             | Майк Бертино                    | Чейз Митчелл                                                                          | 18 ноября 2022 года  |
| Рэнд запускает проект «Перезагрузка», в ходе которого сотрудники Cognito узнают о своих альтернативных жизнях и настоящем предназначении шапочки из фольги.                |                                                                                      |                                 |                                                                                       |                      |
| 18 | «Эпплтон» «Appleton»                                                                 | Дэвид Окс                       | Дэниел Кибблсмит и Сион Такэути                                                       | 18 ноября 2022 года  |
| После смены руководства Cognito Рейган встречается с Черными мантиями, которые предлагают сотрудничество. Ей предстоит принять судьбоносное решение о своем будущем.       |                                                                                      |                                 |                                                                                       |                      |

## Производство
В апреле 2019 года Netflix заказал 20 эпизодов сериала.
В июне 2021 года стало известно, что основные персонажи заговорят голосами Эндрю Дэйли, Бобби Ли, Джона Ди Маджо, Тиши Кэмпбелл и Бретта Гельмана. Это первый проект в рамках сделки Такэути с Netflix о производстве новых сериалов и других проектов для сервиса, заключённой в 2018 году. Первые материалы были представлены на Международном фестивале анимационных фильмов в Анси в июне 2021 года. Это первый сериал, созданный Сион Такэути. Хирш, по его словам, вдохновлялся сериалами 1990-х годов по типу «Секретных материалов». Также Хирша и Такэути вдохновляли статьи из журнала «Weekly World News».

## Маркетинг
20 сентября 2021 года был выпущен тизер-трейлер. Полноценный трейлер вышел 25 сентября.

## Релиз
Премьера первого сезона сериала состоялась 22 октября 2021 года на Netflix.